# Вёрден
Вёрден (нем. Wöhrden) — община в Германии, в земле Шлезвиг-Гольштейн. 
Входит в состав района Дитмаршен. Подчиняется управлению КЛьГ Хайде-Ланд.  Население составляет 1325 человек (на 31 декабря 2010 года). Занимает площадь 21,77 км².

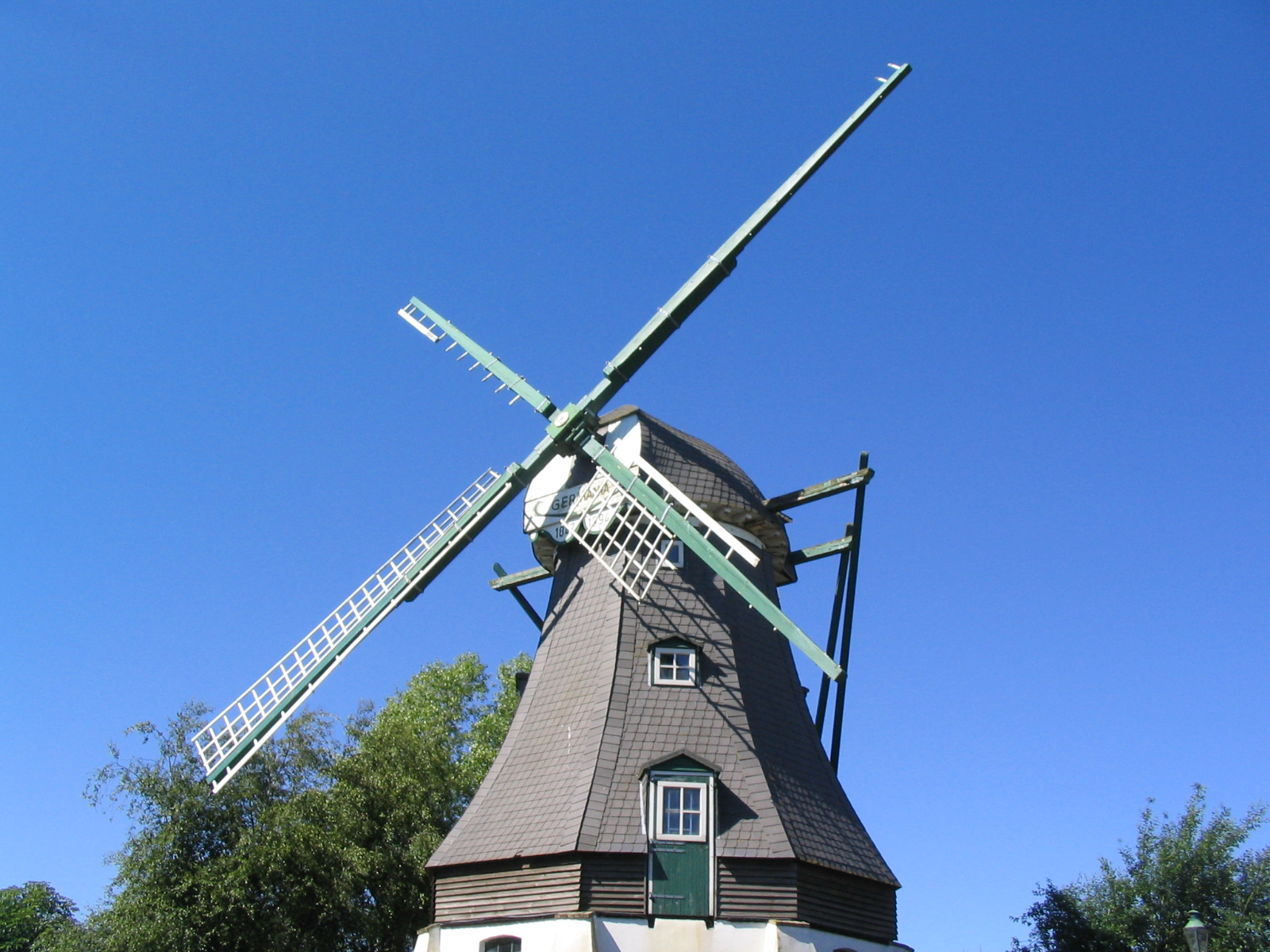
Вёрден

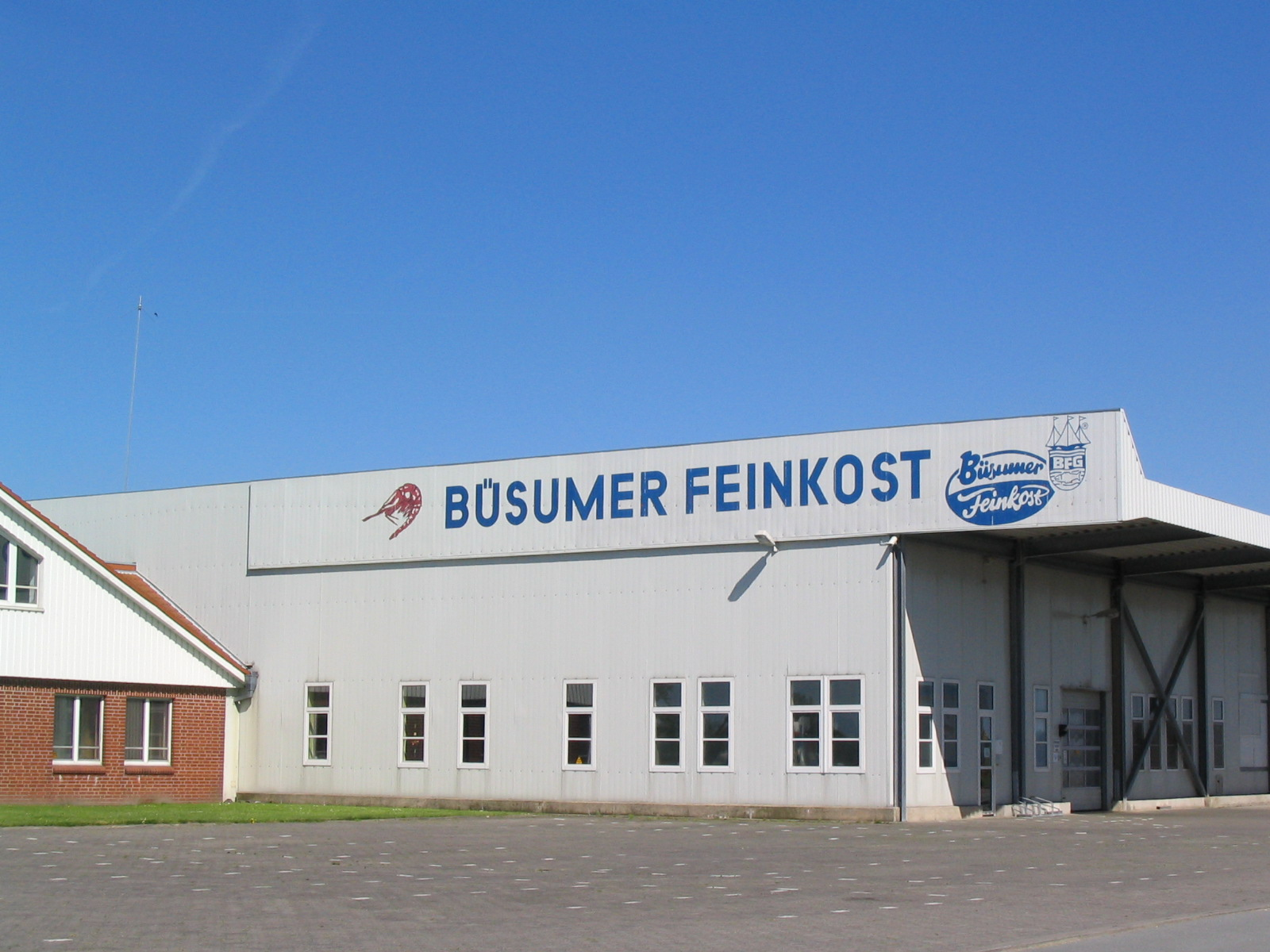
Вёрден